# Buzz Lightyear do Comando Estelar - A Aventura Começa
Buzz Lightyear of Star Command: The Adventure Begins  (br/pt: Buzz Lightyear do Comando Estelar - A Aventura Começa) e anteriormente também conhecido por Toy Story 3, é um filme de animação, produzido pela Pixar, diretamente em vídeo, que serve de episódio piloto da série de desenho animado Buzz Lightyear do Comando Estelar.

## Enredo
Zurg e seus capangas acabam de invadir o planeta dos Homenzinhos Verdes em sua missão diabólica de assumir o controle do universo. Buzz e sua destemida equipe de cadetes patrulheiros espaciais (a mística Mira Nova, o valente, porém desastrado Booster e o robô experimental XR) são os únicos capazes de salvar o planeta e a galáxia.

## Elenco
| Personagem                  | Dublagem original | Dublagem brasileira |
| --------------------------- | ----------------- | ------------------- |
| Buzz Lightyear              | Tim Allen         | Guilherme Briggs    |
| Mira Nova                   | Nicole Sullivan   | Fernanda Baronne    |
| Booster Sinclair Munchapper | Stephen Furst     | Christiano Torreão  |
| XR                          | Larry Miller      | Alexandre Moreno    |
| Zurg                        | Wayne Knight      | Renato Rabello      |